# 山子頂 (桃園市)
山子頂，原寫為山仔頂，是臺灣桃園市平鎮區的一個傳統地域名稱，位於該區南部。相較於今日行政區，其範圍大致包括湧豐里、莊敬里不含西北角、福林里不含東北端及東南端、山峰里、湧光里、湧安里不含西部中北段凸出部分及中南段凸出部分的西部、鎮興里東南端凸出部分。 
平鎮工業區位於本地區西部及西北部。

## 歷史
台灣清治末期至日治初期，山子頂地區為一街庄，稱為「山仔頂庄」，隸屬於桃澗堡。該庄西北與安平鎮庄為鄰，北與南勢庄為鄰，東與東勢庄為鄰，南邊為黃泥塘庄、烏樹林庄，西南邊為八張犁庄。
1901年（日治明治三十四年）11月，全台廢縣廳改設二十廳，該庄隸屬於桃仔園廳。1903年（明治三十六年），改名桃園廳。1909年（明治四十二年）10月，合併二十廳為十二廳，該庄隸屬不變。1920年（大正九年），廢十二廳改設五州二廳，該庄改制並雅化為「山子頂」大字，隸屬於新竹州中壢郡平鎮庄。
戰後平鎮庄改制為平鎮鄉，隸屬於新竹縣，大字亦改制為村。1950年桃、竹、苗分治，平鎮鄉改隸屬於桃園縣。1992年3月，平鎮鄉因人口達15萬而改制為平鎮市，村改制為里。2014年12月，桃園縣升格為直轄桃園市，平鎮市改制為平鎮區。

## 聚落
本地區發展較早的聚落有大庄、濫背（湳背）、隘寮頂等，在日治期初期的官方地圖上已有記載。此外，本地區尚有山子頂、逢子橋、麻園窟、番仔埤、小湖、仰天湖（大湖）等聚落。

## 交通
市道113號（中豐路山頂段）是大園至龍潭十一份的道路，大致以縱向蜿蜒經過山子頂地區中部。由該道路向北可前往中壢、青埔、大園等地，向南可前往龍潭、十一份並止於省道台3乙線路口。
市道113甲線（福龍路一段～二段）是中壢至龍潭的道路，大致以東北－西南走向轉縱向蜿蜒經過本地區東南部。由該道路向東北轉北可前往中壢市中心南側並止於龍岡路一段路口，向南可前往黃泥塘並止於龍潭市區東北側的省道台3線路口。
區道桃73（中興路平鎮段）是埔心至三角林的道路，大致以北北西－南南東走向經過本地區西南部近邊界地帶。向北北西可前往草湳陂的埔心聚落並止於省道台1線路口，向南南東可前往龍潭市區並止於省道台3線路口。

## 學校
- 聯合後勤學校校本部：前身為陸軍兵工學校
- 陸軍通信電子資訊學校
- 山豐國小
- 祥安國小

## 產業
- 平鎮工業區